# Sytuacja prawna i społeczna osób LGBT w Peru

## Prawo wobec kontaktów homoseksualnych
Kontakty homoseksualne w Peru są legalne od 1924 roku, ale w krajowym systemie prawnym nadal istnieje zapis o publicznej moralności, który jest często stosowany przeciw osobom homoseksualnym. Wiek osób legalnie dopuszczających się kontaktów homo- i heteroseksualnych jest zrównany i wynosi 14 lat. 

## Ochrona prawna przed dyskryminacją
Od 2004 roku w ustawodawstwie kraju znajdują się przepisy chroniące przed dyskryminacją na podstawie orientacji seksualnej w miejscu pracy i w innych dziedzinach życia.
W 2003 premier Peru Beatriz Merino Lucero została odwołana ze stanowiska przez prezydenta ze względu na plotki o jej homoseksualizmie.
Geje od 2004 roku nie są wykluczeni ze służby wojskowej z powodu swojej orientacji seksualnej, wcześniej kara za kontakty homoseksualne w wojsku mogła wynosić nawet 20 lat więzienia. Przepisy te uchylił peruwiański Sąd Konstytucyjny, uznając je za niezgodne z konstytucją.

## Uznanie związków tej samej płci
W peruwiańskim ustawodawstwie nie istnieje żadna prawna forma uznania związków jednopłciowych. Do tej pory nie pojawił się żaden projekt ustawy regulującej tę kwestię.
W 2006 roku w brytyjskiej ambasadzie na terenie Peru brytyjsko-peruwiańska jednopłciowa para zawarła rejestrowany związek partnerski. Związek ten nie jest rozpoznawany w Peru.

## Życie osóbLGBTw kraju
Według badania opinii publicznej, przeprowadzonego w 2007 roku w ramach Pew Global Attitudes Project, 51% obywateli Peru uważa, że homoseksualizm powinien być akceptowany przez społeczeństwo, a przeciwnego zdania jest 43%.
Pierwsza parada gejów i lesbijek w kraju odbyła się w 1997 roku, gromadząc około 60 uczestników. Marsz z 2006 roku zgromadził już ponad 500 osób.
Peru posiada średnią scenę gejowską skoncentrowaną w Limie - w mieście działa około 20 gejowskich lokali, w tym ponad 10 klubów i 4 hotele.
Pierwszą organizacją LGBT w Peru była założony w 1983 roku Homoseksualny Ruch Limy. W 2007 roku organizacja ta przygotowała raport, w którym oskarżyła peruwiańską policję dokonanie wielu z ponad 600 homofobicznych ataków na osoby LGBT w 2006 roku, motywowanych tylko orientacją seksualną ofiar. Organizacja ta walczyła w 2007 roku także z jej zdaniem bezpodstawnym zamknięciem jednego z klubów gejowskich przez władze Limy.
W 2006 roku policja zorganizowała brutalny i zmasowany nalot na lesbijski, a potem gejowski bar w Limie, aresztując każdego, kto nie miał przy sobie dowodu osobistego. Świadkowie szacują, że aresztowani wypełnili trzy wozy policyjne mogące pomieścić każdy po 50 osób. Peruwiańscy i międzynarodowi aktywiści gejowscy twierdzą, że tego typu naloty oraz ataki policji na osoby LGBT w kraju powtarzają się często.